# ياسميلا زبينيتش
ياسميلا زبينيتش، (بوسنية: Jasmila Žbanić) (ولدت في 19 ديسمبر، 1974، في سرييفو)، مخرجة أفلام من البوسنة والهرسك، حصلت على الدب الذهبي عام 2006، عن فيلمها قرابافيتشا. لزابنتش طفة اسمها زوي.
اسمها الأول ياسميلا، محول عن الاسم (ياسمينا).

## روابط خارجية
- ياسميلا زبينيتش على موقع IMDb (الإنجليزية)
- ياسميلا زبينيتش على موقع مونزينجر (الألمانية)
- ياسميلا زبينيتش على موقع ألو سيني (الفرنسية)
- ياسميلا زبينيتش على موقع أول موفي (الإنجليزية)
- ياسميلا زبينيتش على موقع قاعدة بيانات الأفلام السويدية (السويدية)
- ياسميلا زبينيتش على موقع قاعدة بيانات الفيلم (الإنجليزية)
- ياسميلا زبينيتش على موقع كينوبويسك (الروسية)